# Campionati europei di sollevamento pesi 2025 - 81 kg femminile
Le gare di sollevamento pesi della categoria fino a 81 kg femminile — pesi massimi primi — dei campionati europei del 2025 si sono svolte il 19 aprile 2025 a Chișinău presso la Chișinău Arena.

## Programma
L'orario indicato corrisponde a quello moldavo (UTC+03:00)
| Data           | Orario | Evento   |
| -------------- | ------ | -------- |
| 19 aprile 2025 | 10:00  | Gruppo B |
| 19 aprile 2025 | 16:00  | Gruppo A |

## Medagliate
Per ciascun esercizio, le prime tre classificate sono le seguenti:

## Record
Prima di questa competizione, i record mondiali ed europei esistenti erano i seguenti:
| Record mondiale | Strappo | Mondiale standard | 127 kg | —           | 1º novembre 2018 |
| Record mondiale | Slancio | Liao Xiaomei      | 161 kg | Doha, Qatar | 12 dicembre 2023 |
| Record mondiale | Totale  | Liao Xiaomei      | 284 kg | Doha, Qatar | 12 dicembre 2023 |
| Record europeo  | Strappo | Europeo standard  | 127 kg | —           | 1º novembre 2018 |
| Record europeo  | Slancio | Europeo standard  | 157 kg | —           | 1º novembre 2018 |
| Record europeo  | Totale  | Europeo standard  | 282 kg | —           | 1º novembre 2018 |

## Risultati
| Pos. | Atleta                             | Gr. | Peso atleta | Strappo (kg) | Strappo (kg) | Strappo (kg) | Strappo (kg) | Slancio (kg) | Slancio (kg) | Slancio (kg) | Slancio (kg) | Totale |
| Pos. | Atleta                             | Gr. | Peso atleta | 1            | 2            | 3            | Pos.         | 1            | 2            | 3            | Pos.         | Totale |
| ---- | ---------------------------------- | --- | ----------- | ------------ | ------------ | ------------ | ------------ | ------------ | ------------ | ------------ | ------------ | ------ |
|      | Elena Erighina (MDA)               | A   | 80.35       | 102          | 103          | 106          |              | 130          | 134          | 136          |              | 242    |
|      | Ilke Lagrou (BEL)                  | A   | 80.40       | 98           | 101          | 104          | 5            | 128          | 128          | 134          |              | 238    |
|      | Weronika Zielińska-Stubińska (POL) | A   | 80.50       | 102          | 105          | 107          |              | 128          | 132          | 136          |              | 237    |
| 4    | Mariia Gruzdova (AIN)              | A   | 80.70       | 100          | 104          | 107          | 4            | 127          | 131          | 135          | 4            | 235    |
| 5    | Emma Poghosyan (ARM)               | A   | 80.50       | 100          | 105          | 105          | 7            | 130          | 138          | 138          | 5            | 230    |
| 6    | Katrina Feklistova (GBR)           | A   | 79.45       | 101          | 103          | 105          |              | 120          | 124          | 127          | 7            | 229    |
| 7    | Gintarė Bražaitė (LTU)             | A   | 79.00       | 95           | 98           | 101          | 6            | 117          | 121          | 124          | 8            | 225    |
| 8    | Natia Gadelia (GEO)                | A   | 80.80       | 95           | 99           | 99           | 9            | 118          | 124          | 127          | 6            | 223    |
| 9    | Alexandra Alexe (ROU)              | A   | 79.70       | 95           | 100          | 103          | 8            | 115          | 121          | 122          | 9            | 222    |
| 10   | Margarita Arakelyan (ARM)          | A   | 79.50       | 91           | 95           | 95           | 10           | 116          | 120          | 120          | 10           | 211    |
| 11   | Joyce de Koning (NED)              | B   | 80.25       | 93           | 96           | 96           | 11           | 106          | 109          | 109          | 13           | 199    |
| 12   | Caroline Gernsøe (DEN)             | B   | 79.95       | 83           | 83           | 86           | 14           | 112          | 112          | 117          | 11           | 198    |
| 13   | Emma Gleisner (FIN)                | B   | 79.90       | 85           | 89           | 89           | 15           | 107          | 110          | 115          | 12           | 195    |
| 14   | Eliska Novaková (CZE)              | B   | 78.15       | 83           | 83           | 87           | 12           | 103          | 104          | 104          | 15           | 191    |
| 15   | Eliška Šmigová (CZE)               | B   | 80.70       | 83           | 86           | 87           | 16           | 105          | 105          | 109          | 14           | 188    |
| 16   | Ecaterina Kurouskaia (MDA)         | B   | 76.50       | 83           | 86           | 89           | 13           | 101          | 104          | 106          | 16           | 187    |
| —    | Dilara Narin (TUR)                 | A   | 80.85       | 90           | 90           | 90           | —            | —            | —            | —            | —            | —      |